# Jason Knight
Jason Thomas Knight, född 14 juli 1992 i Jackson, är en amerikansk MMA-utövare och boxare som 2015–2018 tävlade i MMA i organisationen Ultimate Fighting Championship och sedan 2018 boxas för Bare Knuckle FC.